# Wiesław Rudkowski
Wiesław Ksawery Rudkowski (Łódź, 17 november 1946 – Warschau, 14 februari 2016) was een Pools bokser.

## Biografie
Rudkowski nam deel aan de Olympische Zomerspelen 1972 waar hij een zilveren medaille haalde in de categorie onder 71 kg. In diezelfde categorie werd hij Europees kampioen in 1975. Tussen 1966 en 1975 werd hij tien maal achter elkaar Pools kampioen.

## Palmares

### Superweltergewicht
- 1972:  OS

- Virtual International Authority File: 5520151112582037180006